# Augsburg Air Service
Die Augsburg Air Service GmbH ist eine Flugzeugwerft mit Sitz am Flugplatz Augsburg in Süddeutschland. Das Unternehmen ist eine eigenständige Tochtergesellschaft der Atlas Air Service AG mit internationaler Klientel.

## Unternehmen
Augsburg Air Service ist ein Service-Center für Geschäftsreiseflugzeuge der Marken Beechcraft, Cessna, Hawker und Nextant sowie für Embraer Executive Jets. Der Werftbetrieb führt Instandhaltung, Wartung und Strukturreparaturen an Flugzeugen mit Kolbenantrieb, Turboprops und Jets durch. Hinzu kommen diverse leistungssteigernde Umbauten und Modifikationen (v. a. an Beechcraft King Airs).

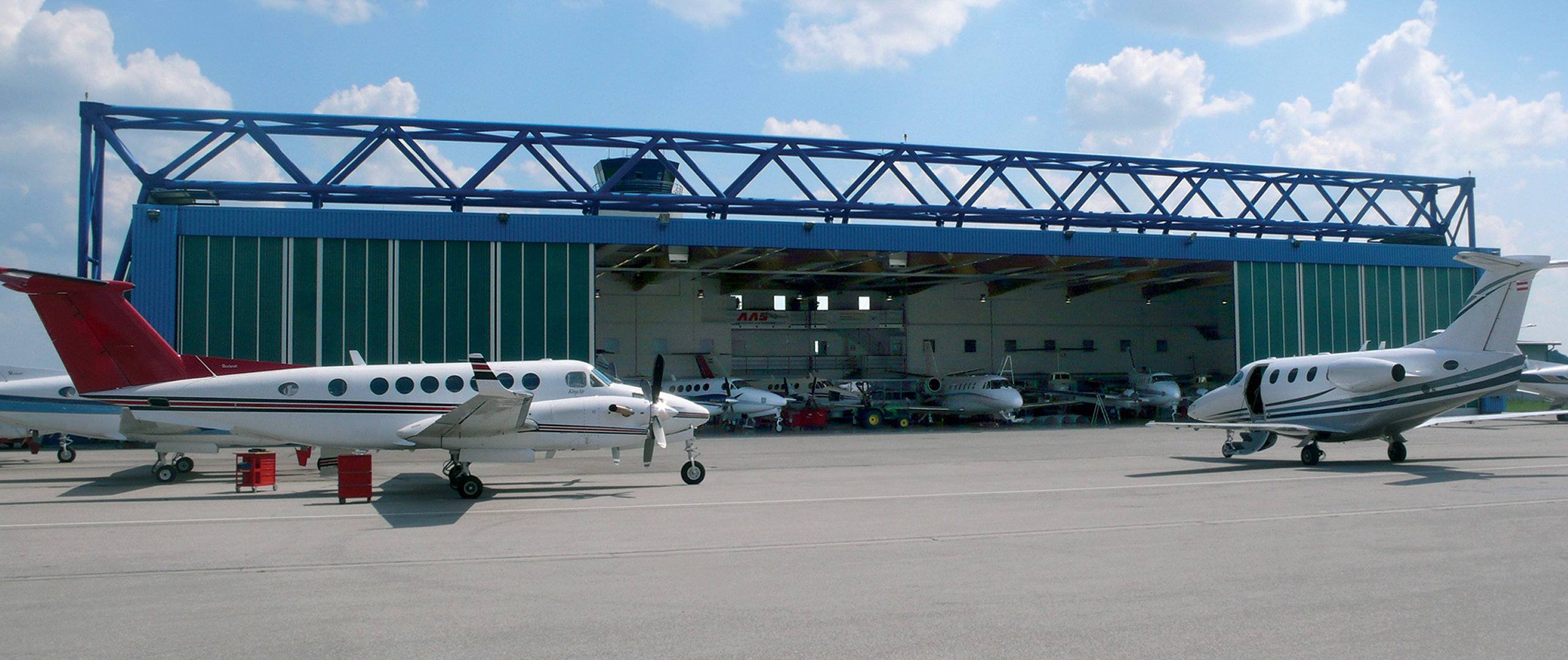
Augsburg Air Service Hangar vom Vorfeld aus

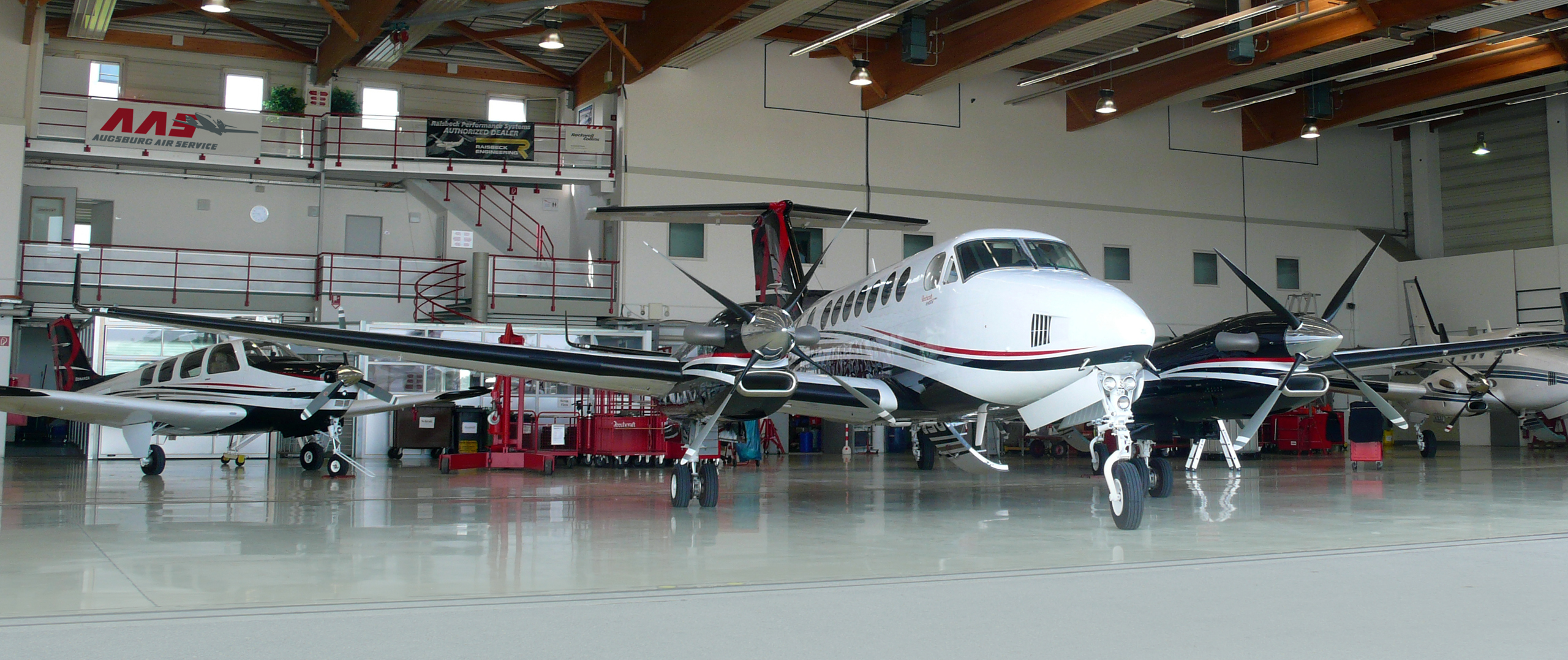
Haupthangar Innenansicht

Augsburg Air Service ist eine zertifizierte CAMO+ Organisation für die Aufrechterhaltung der Lufttüchtigkeit von Luftfahrzeugen. Ferner betreibt das Unternehmen Handel mit Flugzeugen sowie einen AEO zertifizierten Ersatzteileverkauf, eine Lackiererei sowie verschiedene Spezialabteilungen.

## Historie

### Wolfgang Denzel GmbH
Augsburg Air Service wurde im Jahr 1972 zunächst als Wolfgang Denzel GmbH gegründet und startete mit ca. 15 Mitarbeitern. Im Jahr 1977 wurde die neue Werfthalle eingeweiht. Der Betrieb war anfangs auf die Instandhaltung und Reparatur von Flugzeugen der amerikanischen Beechcraft Corporation spezialisiert. Im Laufe der Jahre kamen Flugzeugmuster weiterer Hersteller hinzu.

Logo der Werft ab 1985

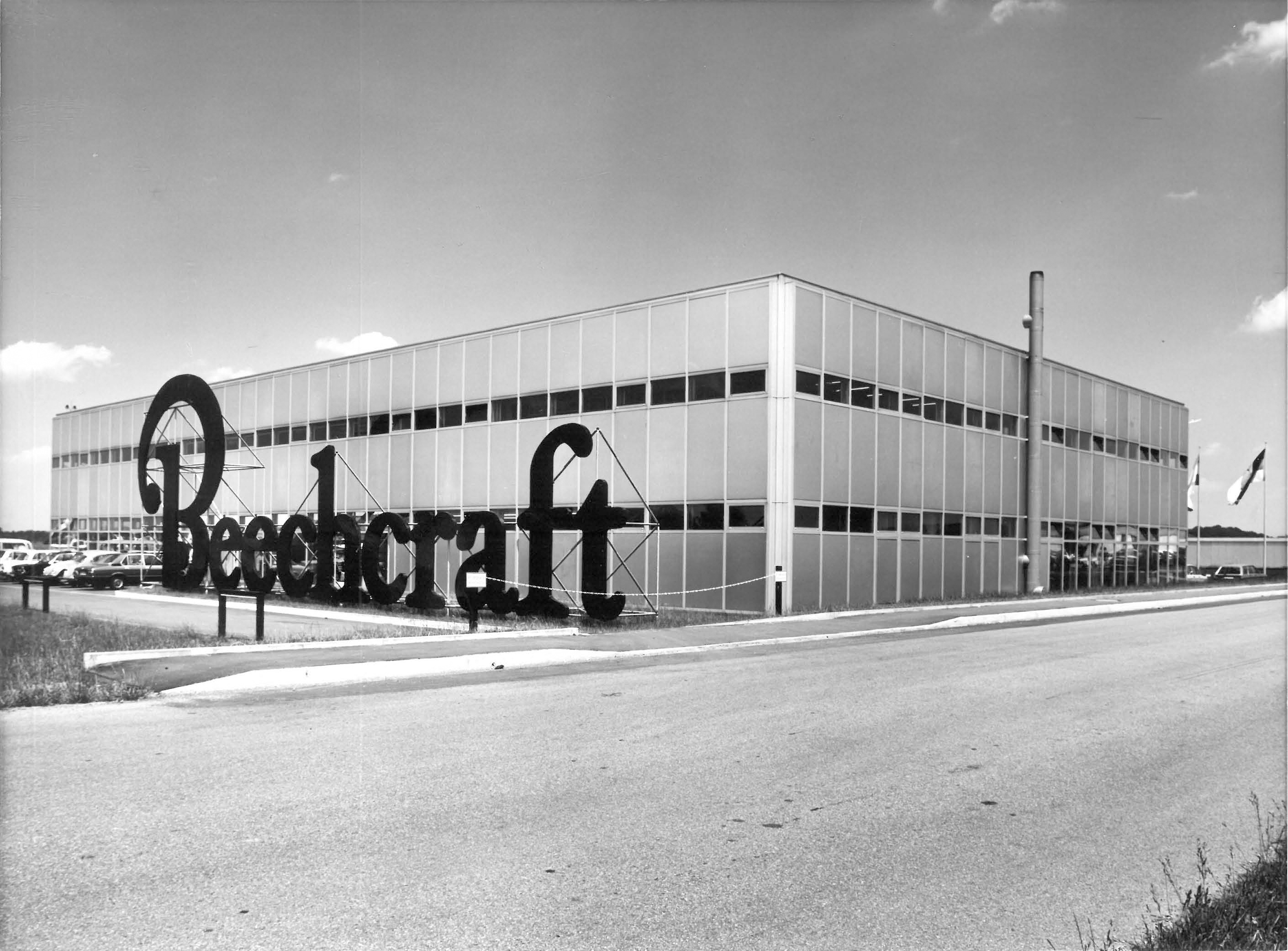
Beechcraft Service Hangar in Augsburg, 1977

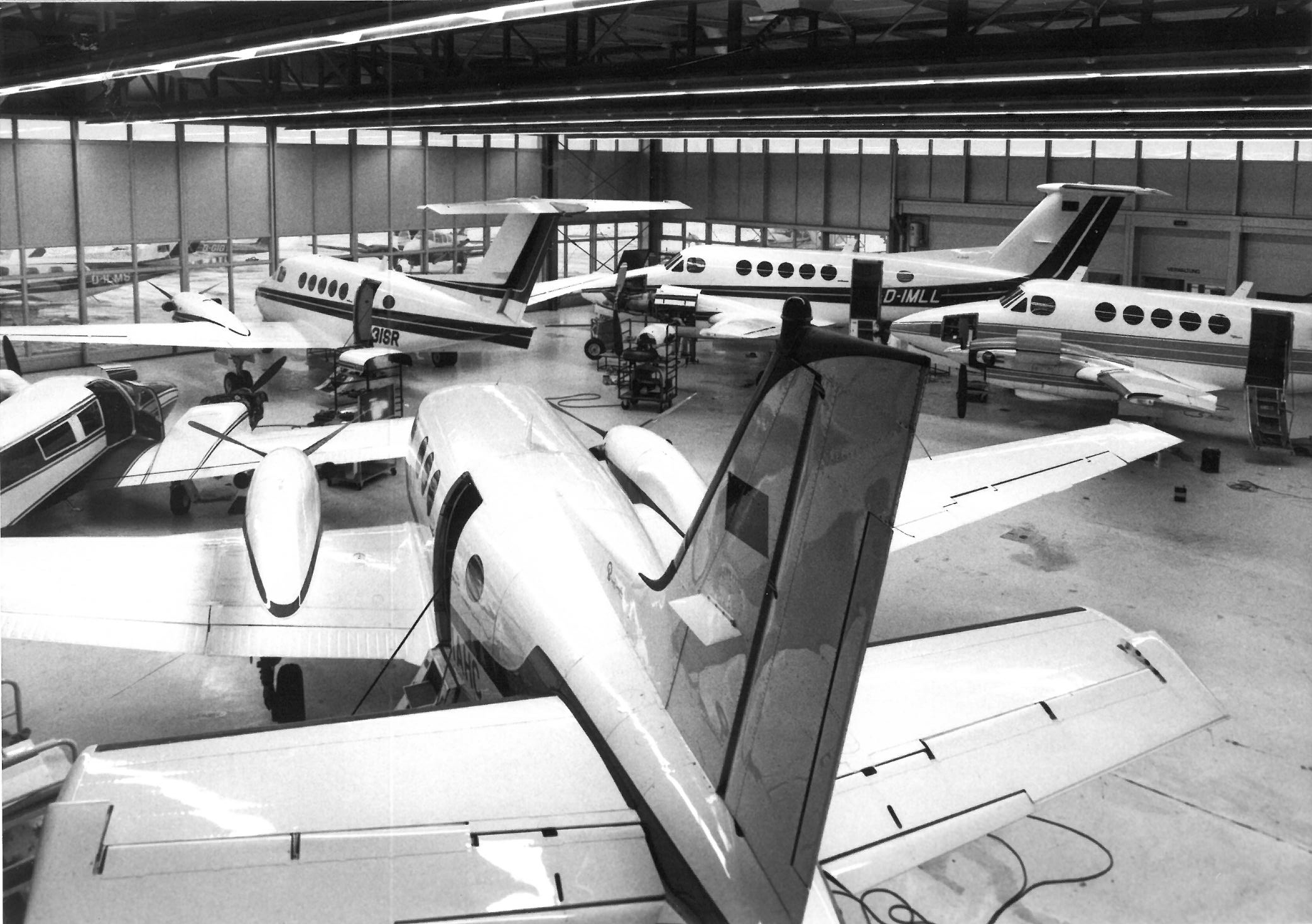
King Airs im Beechcraft Service Hangar, 1977

### Beechcraft Vertrieb und Service GmbH
Im Jahr 1985 übernahm der Bauingenieur Hans Schneider (* 10. September 1930, † 7. Oktober 2013) die Flugzeugwerft und benannte sie in Beechcraft Vertrieb und Service GmbH (Kurzform: Beechcraft Augsburg) um. In den Folgejahren wuchs der Betrieb unter der Leitung von Geschäftsführer Hans Obermeier auf fast 100 Mitarbeiter an. Zwischenzeitlich wurde eine Außenstelle in Baden-Baden eröffnet (1999–2004) und die Fluggesellschaft Augusta Air als Schwesterfirma gegründet.

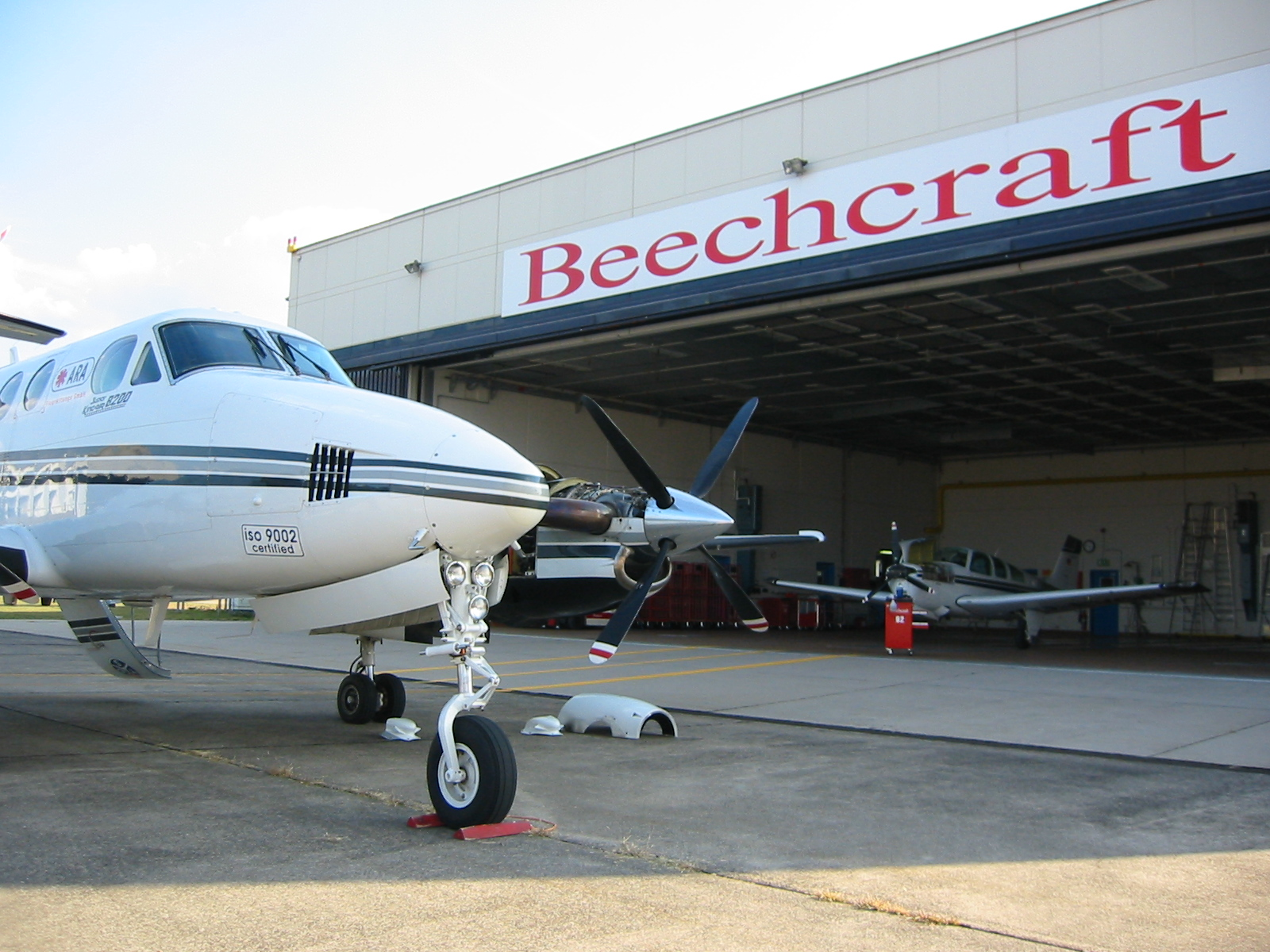
Außenstelle Beechcraft Baden-Baden, 1999

Bis 2008 war die Firma Exklusivhändler für Hawker-Beechcraft-Flugzeuge für Deutschland, Österreich, die Niederlande und für sämtliche Gebiete des ehemaligen Jugoslawien. Im Jahr 2000 wurde aus Expansionsgründen eine weitere kleine Halle am Augsburger Flughafen angekauft und umgebaut. Im Jahr 2004 erfolgten zusätzlich die Anmietung und wenig später der Kauf der ehemaligen Werfthalle von Augsburg Airways, die heute als Haupthangar dient.

### Augsburg Air Service GmbH
Seit Mai 2014 gehört das Unternehmen als eigenständige Tochtergesellschaft zur Atlas Air Service AG (Hauptsitz Ganderkesee). Seit 1. April 2015 firmiert es unter dem Namen Augsburg Air Service GmbH.

## Betreute Flugzeugmuster
| Hersteller | Flugzeugtyp                | Antriebsart |
| ---------- | -------------------------- | ----------- |
| Beechcraft | Bonanza                    | Kolbenmotor |
| Beechcraft | Baron                      | Kolbenmotor |
| Beechcraft | King Air Serien 90 - 350   | Turboprop   |
| Beechcraft | Premier I                  | Jet         |
| Beechcraft | Beechjet 400A              | Jet         |
| Hawker     | Beechjet, Hawker400XP      | Jet         |
| Cessna     | Citation Mustang           | Jet         |
| Cessna     | Citation CJ1 - CJ3         | Jet         |
| Cessna     | Cessna Citation XLS / XLS+ | Jet         |
| Embraer    | Phenom 100                 | Jet         |
| Embraer    | Phenom 300                 | Jet         |
| Cirrus     | SR20 - SR22                | Kolbenmotor |
| Cirrus     | Cirrus SF50                | Jet         |